# Shakespeare-Sonett
Als Shakespeare-Sonett (auch englisches oder elisabethanisches Sonett) wird in der Verslehre die klassische Form des Sonetts in der englischen Literatur bezeichnet, die in elisabethanischer Zeit in den Sonnets von William Shakespeare ihre beispielhafte Ausprägung fand.

## Form
Die Form ist dadurch gekennzeichnet, dass anders als beim Petrarca-Sonett, das die 14 Verse in zwei Quartette und zwei Terzette gruppiert (4-4-3-3), hier in drei Quartette und ein abschließendes Verspaar gegliedert wird (4-4-4-2). Zudem werden beim Petrarca-Sonett in den ersten acht Versen (dem Oktett-Teil) nur zwei Reime, im Shakespeare-Sonett dagegen vier Reime verwendet. Als Reimschema hat man:
[abab cdcd efef gg]
Dieser äußerlichen Gliederung muss die innere Struktur nicht entsprechen, es kann wie bei der italienischen Form der Oktett-Teil (hier die ersten beiden Quartette) dem Sextett-Teil (hier das dritte Quartett und das abschließende Reimpaar) sich inhaltlich unterscheiden bzw. unterschiedliche rhetorische Positionen einnehmen, etwa dass im Oktett ein Gegensatz im Sinn von These und Antithese aufgebaut wird, der dann im Sextett in der Synthese aufgelöst wird. Es kann aber auch in den drei Quartetten ein Problem oder eine Situation aufgebaut bzw. beschrieben werden, was dann im abschließenden Reimpaar pointiert aufgelöst wird.
Eine wichtige Variante des englischen Sonetts ist das sogenannte Spenser-Sonett, das die äußerliche Gleichartigkeit der drei Quartette auch inhaltlich realisiert, indem sie durch Reimwechsel verknüpft werden:
[abab bcbc cdcd ee]

## Beispiele

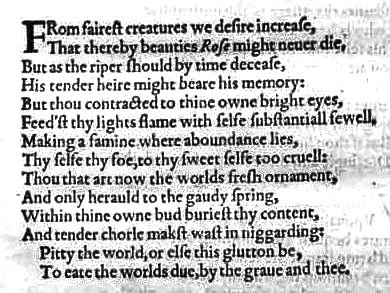
Sonnet Nr. 1 von Shakespeares Sonnets in der Erstausgabe von 1609

Als Beispiel das erste der Shakespeare-Sonette:
From fairest creatures we desire increase,

That thereby beauty's rose might never die,

But as the riper should by time decease,

His tender heir might bear his memory;

But thou, contracted to thine own bright eyes,

Feed'st thy light's flame with self-substantial fuel,

Making a famine where abundance lies,

Thyself thy foe, to thy sweet self too cruel.

Thou, that art now the world's fresh ornament

And only herald to the gaudy spring,

Within thine own bud buriest thy content

And, tender churl, mak'st waste in niggarding.

Pity the world, or else this glutton be,

To eat the world's due, by the grave and thee.
Als deutsche Entsprechung dazu zunächst eine konventionelle Übersetzung von Ludwig Reinhold Walesrode, 1840 unter dem Pseudonym Emil Wagner veröffentlicht:
Vom schönsten Wesen wünschen Zuwachs wir,

Damit der Schönheit Rose bleibe ewig jung,

Und wenn der Reifre einstens schied von hier,

Sein Erb’ ihm wahre die Erinnerung.

Doch du, beschränkt auf deinen Flammenblick,

Nährst durch den eignen Brand der Flamme Gluth,

Und bringest Noth in üpp’ger Fülle Glück,

Du selbst dein eigner Feind in seltner Wuth.

Du, der jetzt frischen Schmuck der Welt verleiht,

Der einz’ge Herold von des Frühlings Reiz,

Begräbst in eigner Knospe Selbstzufriedenheit,

Und – zarter Jüngling! – du verschwendst durch Geiz.

Der Welt erbarm’ dich, sonst schlingst du hinab,

Was ihr gebührt, durch dich und durch dein Grab.
Zum Vergleich eine freie Übersetzung von Stefan George:
Von schönsten wesen wünscht man einen spross

Dass dadurch nie der schönheit rose sterbe:

Und wenn die reifere mit der zeit verschoss

Ihr angedenken trag ein zarter erbe.

Doch der sein eignes helles auge freit

Du nährst dein licht mit eignen wesens loh ·

Machst aus dem überfluss die teure-zeit ·

Dir feind und für dein süsses selbst zu roh.

Du für die welt jezt eine frische zier

Und erst der herold vor des frühlings reiz:

In eigner knospe gräbst ein grab du dir

Und · zarter neider · schleuderst weg im geiz.

Gönn dich der welt! Nicht wie ein schlemmer tu:

Esst nicht der welt behör · das grab und du!